# Хаят Рідженсі Парі Етуаль
Хаят Рідженсі Парі Етуаль (фр. Hyatt Regency Paris Etoile), в минулому Конкорд Лафаєт (фр. Concorde Lafayette) — готель-хмарочос, розташований в 17-му окрузі Парижа, на площі Порт Майо (фр. Porte Maillot), поруч з Булонським Лісом. Висота 190 метрів робить готель третьою за висотою спорудою в історичних межах Парижу (не враховуючи район хмарочосів Дефанс) після Ейфелевої вежі та вежі Монпарнас. Архітектурно поєднаний з Палацом Конгресів – одним з концертно-виставкових центрів Парижу.

## Історія
Місце, на якому зараз розташований комплекс готелю, раніше використовувалось для розміщення пересувних розважальних парків та ярмарків. Після Другої світової війни площа була забудована тимчасовими будівлями для потреб деяких французьких міністерств. У 1960-ті роки, з початком туристичного та ділового буму, було вирішено побудувати на цій площі комплекс, що складався б з конгресового центру, поєднаного з готелем класу люкс. Архітекторами конгресового комплексу були запрошені Анрі Гібу, Серж Малолєтєнков та Ів Бетен. Головний архітектор вежі готелю – Гійом Жійє. Відкриття комплексу відбулося у квітні 1974 року.
Готель названо на честь учасника американської війни за незалежність та великої французької революції генерала Марі Жозефа де Лафаєта.
У 2013 році попередні власники продали комплекс холдингу Constellation Hotel  (підрозділ Qatar Holdings). 23 квітня 2013 року історичну назву готелю Concorde Lafayette було змінено на Hyatt Regency Paris Etoile..

## Статистика готелю
- Висота 137 метрів до даху, 190 метрів разом з антеною-шпилем
- 38 поверхів, 5 з яких – ненумеровані технічні
- 950 кімнат 5 класів обслуговування

## Статистика Палацу Конгресів
- Місткість центральної зали «Великий Амфітеатр» 3723 місць
- Місткість зали «Амфітеатр Бордо» 650 місць
- Був місцем вручення премії Сезар у 1976, 1981, 1986, 1987, 1988, 1992 та 1995 роках
- Був місцем фіналу Євробачення у 1978 році

## Цікаві факти
- Один з найперших готелів Парижу, що відмовився від традиційних механічних ключів в готельних номерах на користь електронних ключів-карток.
- В комплексі створено складну систему ліфтів, що поєднують усі поверхи, від підземних, до даху. Оскільки найнижчий поверх комплексу виходить на підземний перехід під площею Порт Майо із входом на однойменну станцію паризького метро, існує можливість потрапити ліфтом із метро безпосередньо в готель, не виходячи на вулицю.
- На даху готелю розташований панорамний бар з якого чудово видно як Ейфелеву вежу, так і район хмарочосів Дефанс.

## Галерея

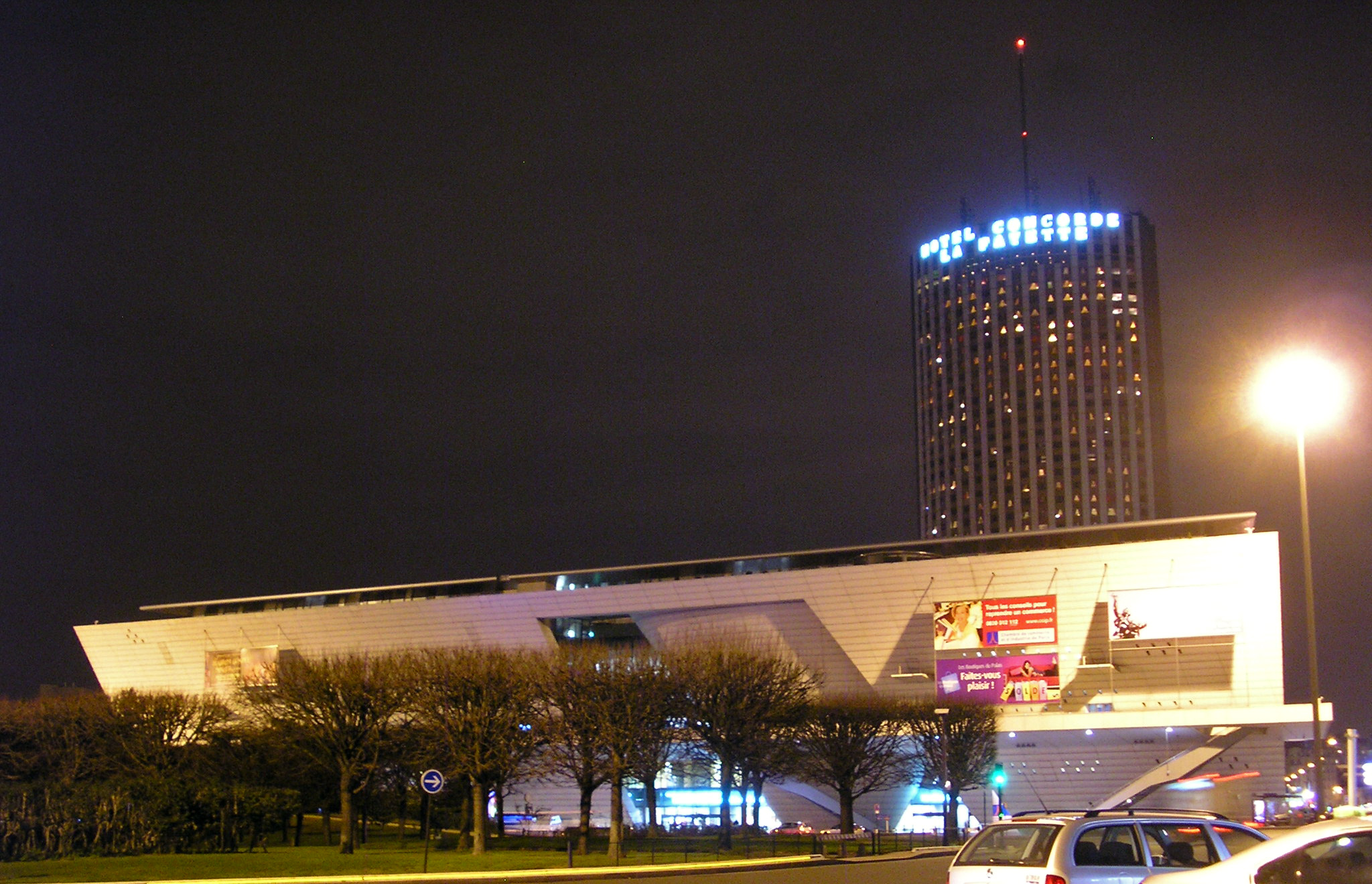
Комплекс готелю Concorde Lafayette та Палацу Конгресів у Парижі з площі Порт Майо
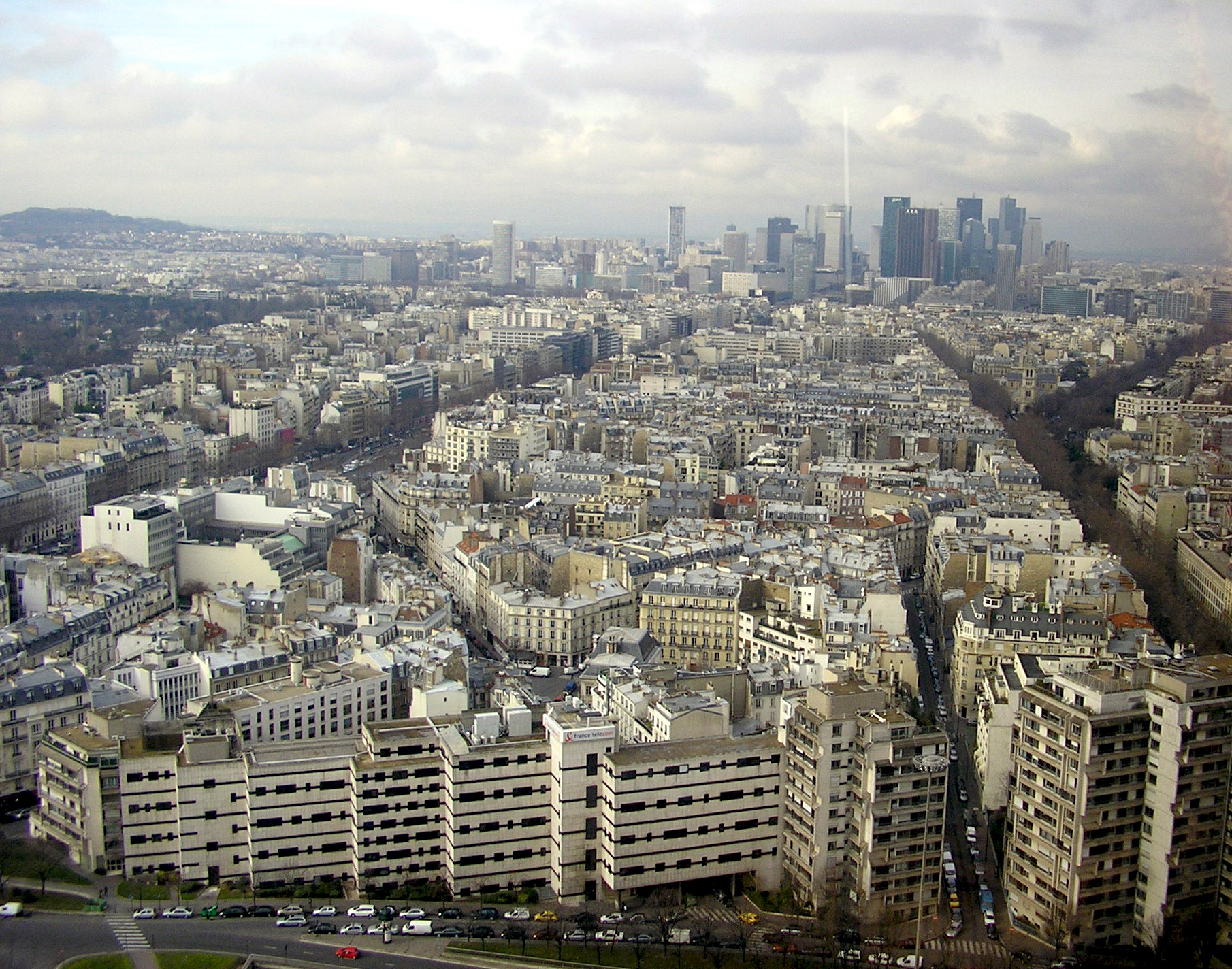
Вид району хмарочосів Дефанс з вежі готелю Concorde Lafayette
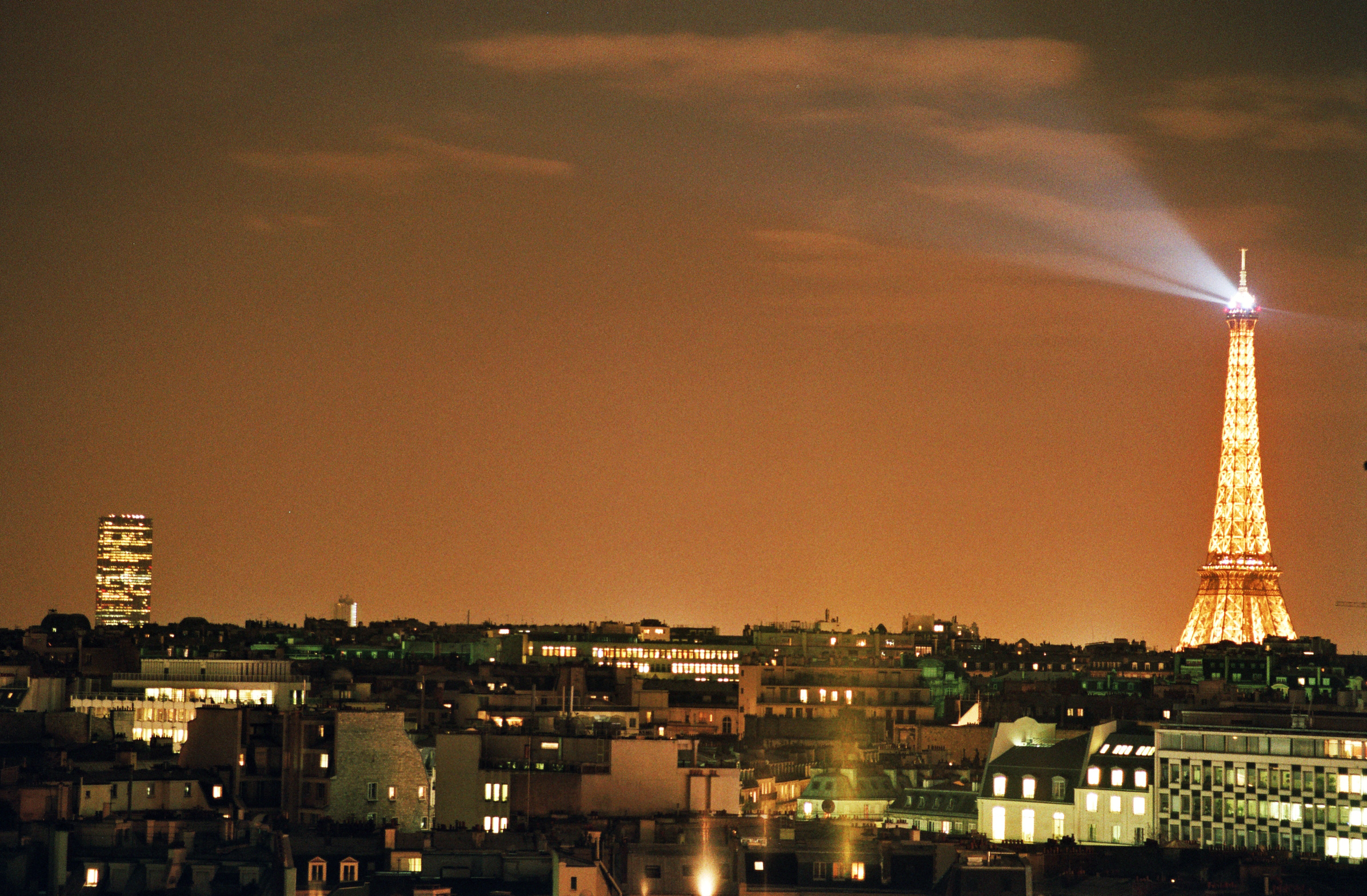
Вежа Монпарнас (зліва) та Ейфелева вежа - нічна панорама з вежі готелю Concorde Lafayette
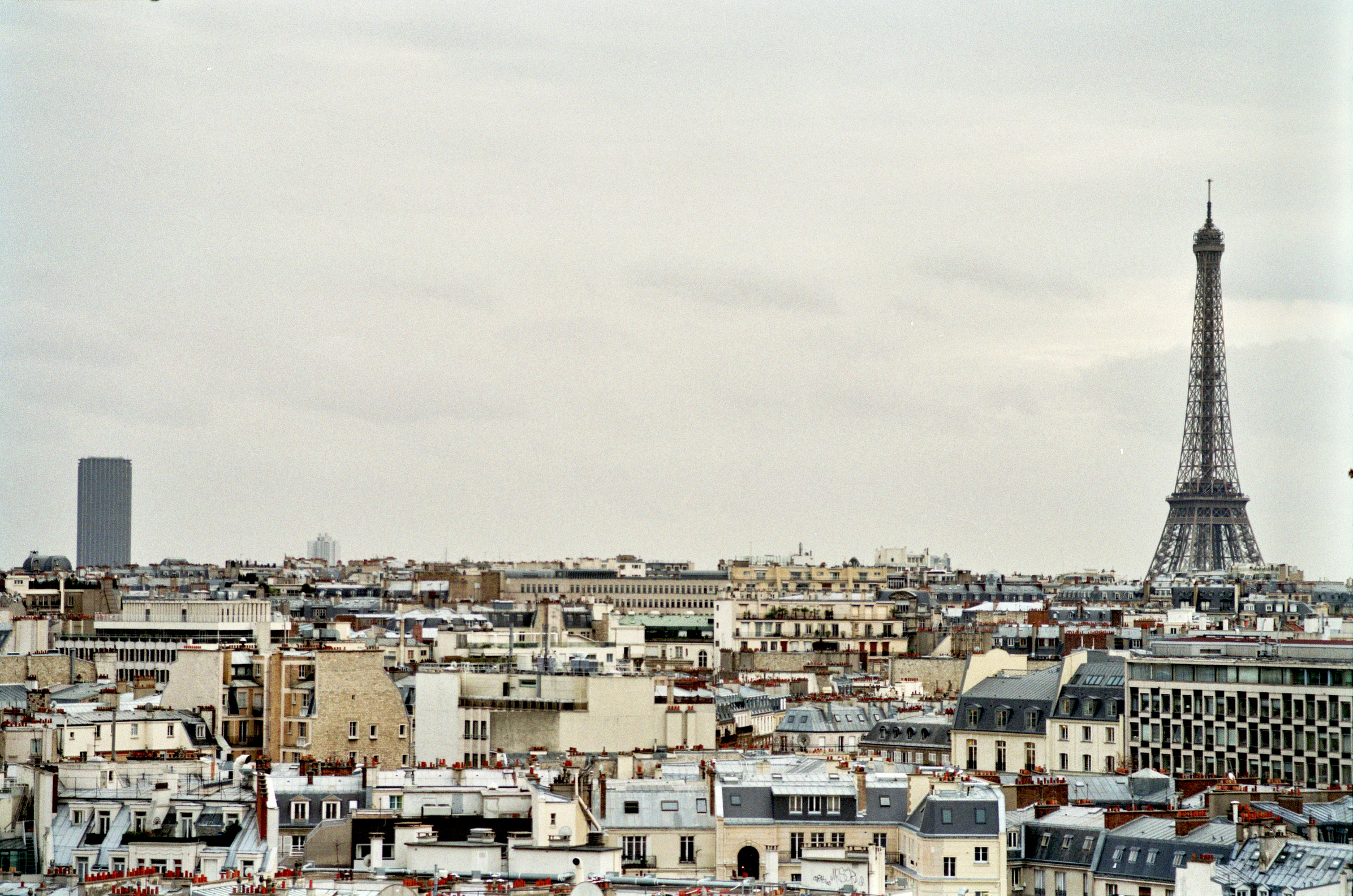
Вежа Монпарнас (зліва) та Ейфелева вежа - денна панорама з вежі готелю Concorde Lafayette
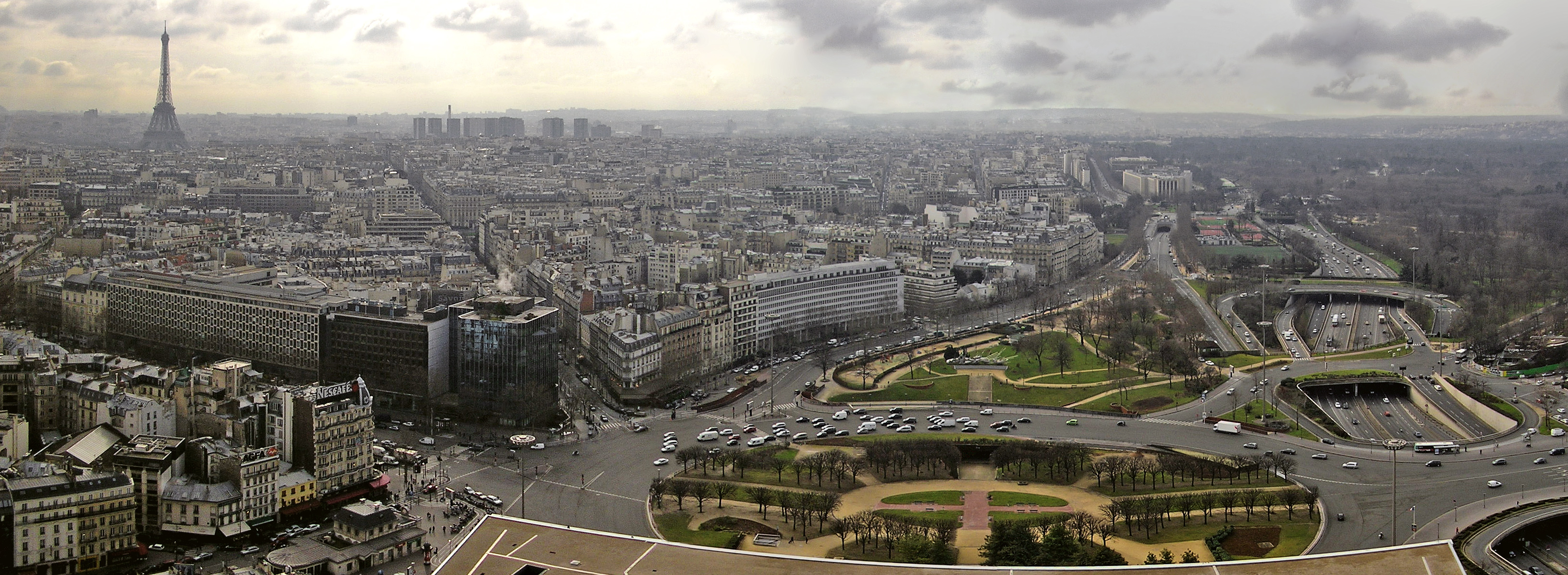
Панорама з 30 поверху готелю Concorde Lafayette. Зліва - Ейфелева вежа, справа - Булонський ліс